# Isack Hadjar
Isack Alexandre Hadjar (fransk udtale: [i.zak a.d͡ʒaʁ], født 28. september 2004) er en fransk-algerisk racerkører, som kører for Formel 1-holdet Racing Bulls.

## Tidlige karriere
Han debuterede i formelsport i 2019 i Formel 4 Frankrig.
Han deltog tidligere i FIA Formel 2 2023 for Hitech Pulse-Eight og deltog også i FIA Formel 3 for Hitech Pulse-Eight.

## Formel 1-karriere

### Reservekører
Hadjar blev i 2022 del af Red Bull Junior Team. Han blev i september 2024 promoveret til at være reservekører for de to Red Bull hold.

### Racing Bulls

#### 2025
Hadjar gjorde sin Formel 1-debut i 2025 sæsonen, da han blev valgt til at erstatte Liam Lawson hos Racing Bulls. Han debuterede ved Australiens Grand Prix, men kørte galt på formationsomgangen, og endte dermed ikke med at starte ræset.

## Privat
Hadjar er født i Paris til forældre fra Algeriet. Han holder statsborgerskab i begge lande.